# Юглас
Югла́с (фр. Uglas, окс. Uglans) — коммуна во Франции, находится в регионе Юг — Пиренеи. Департамент — Верхние Пиренеи. Входит в состав кантона Ланнемезан. Округ коммуны — Баньер-де-Бигор.
Код INSEE коммуны — 65456.

## География

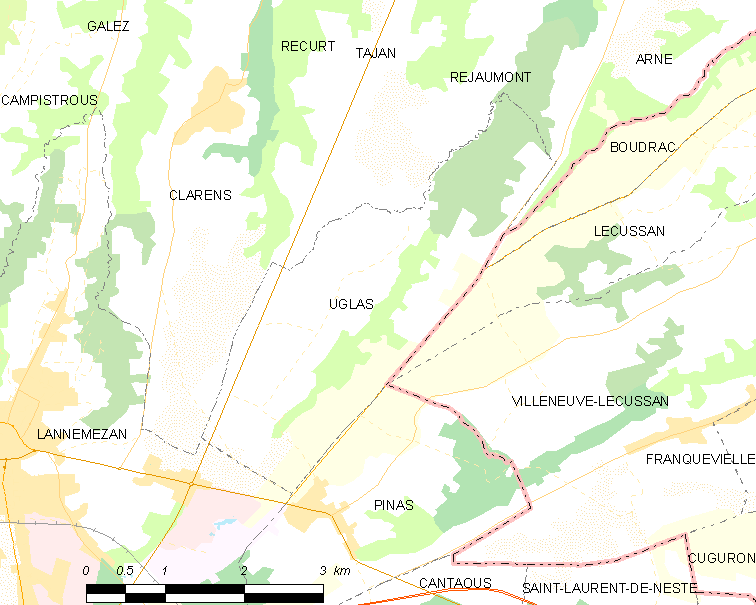
Карта коммуны

Коммуна расположена приблизительно в 660 км к югу от Парижа, в 100 км юго-западнее Тулузы, в 31 км к востоку от Тарба.
Коммуна расположена на плато Ланнемезан. По территории коммуны протекает река Жер.

## Климат
Климат умеренно-океанический с солнечной тёплой погодой и обильными осадками на протяжении практически всего года.

## Население
Население коммуны на 2010 год составляло 284 человека.
| 1962 | 1968 | 1975 | 1982 | 1990 | 1999 | 2010 |
| ---- | ---- | ---- | ---- | ---- | ---- | ---- |
| 212  | 200  | 192  | 199  | 242  | 242  | 284  |

## Администрация
| Период | Период | Фамилия      | Партия | Примечания |
| ------ | ------ | ------------ | ------ | ---------- |
| 2001   | 2014   | Мишель Тюжаг |        |            |
| 2014   | 2020   | Дидье Фаваро |        |            |

## Экономика
В 2010 году среди 200 человек трудоспособного возраста (15-64 лет) 145 были экономически активными, 55 — неактивными (показатель активности — 72,5 %, в 1999 году было 68,3 %). Из 145 активных жителей работали 133 человека (66 мужчин и 67 женщин), безработных было 12 (7 мужчин и 5 женщин). Среди 55 неактивных 14 человек были учениками или студентами, 37 — пенсионерами, 4 были неактивными по другим причинам.

## Достопримечательности
- Церковь Св. Варфоломея